# 拉兹博伊尼克湾
拉兹博伊尼克湾（俄语：Бухта Разбойник）是斯特列洛克湾的海湾，属滨海边疆区大卡缅城区，长约600沙绳，入口宽约100沙绳到300沙绳，深5½沙绳到3½沙绳。它被用于放射性废物储存。